# Pierino Gavazzi
Pierino Gavazzi, nacido el 4 de diciembre de 1950 en Provaglio d'Iseo, en la provincia de Brescia, en Lombardía, es un antiguo ciclista italiano, que fue professional de 1973 a 1992.

## Biografía
Pierino Gavazzi fue uno de los mejores sprinters de los años 70-80. Fue conocido por haber sido varias veces Campeón de Italia en Ruta. Sus hijos Francesco y Mattia son también ciclistas profesionales. 
En la actualidad es director deportivo del equipo Amore & Vita-Selle SMP, conjunto que dirige desde 2006.

## Palmarés
| 1974 - 1 etapa del Giro de Italia 1975 - 3 etapas de la Volta a Cataluña 1976 - 1 etapa de la Volta a Cataluña 1977 - Giro di Puglia - 1 etapa del Giro de Italia 1978 - Campeonato de Italia en Ruta - Milán-Turín - 1 etapa del Giro de Italia - 1 etapa del Tour de Romandía 1979 - Giro di Campania - Trofeo Laigueglia 1980 - Milán-San Remo - París-Bruselas - Giro de la Romagna - 1 etapa del Giro di Puglia - 1 etapa del Giro de Italia 1981 - Giro d'Emilia - 1 etapa del Giro de Italia - GP Montelupo | 1982 - Campeonato de Italia en Ruta - Giro d'Emilia - Tres Valles Varesinos - Giro del Veneto - 1 etapa de la Vuelta a Suiza - 1 etapa del Giro di Puglia 1983 - Giro de Reggio Calabria - 2 etapas del Giro di Puglia 1984 - Trofeo Pantalica - Tres Valles Varesinos - Giro de la Romagna - G. P. Industria y Comercio de Prato 1985 - Niza-Alassio - Trofeo Matteotti 1986 - Trofeo Milazzo 1987 - 1 etapa de la Semana Internacional de Coppi y Bartali 1988 - Campeonato de Italia en Ruta - Coppa Placci 1989 - Trofeo Laigueglia - G. P. Industria y Comercio de Prato |

## Resultados en las grandes vueltas
| Carrera         | 1973 | 1974 | 1975 | 1976 | 1977 | 1978 | 1979 | 1980 | 1981 | 1982 | 1983 | 1984 | 1985 | 1986  | 1987 | 1988 | 1989 | 1990 | 1991 | 1992 |
| --------------- | ---- | ---- | ---- | ---- | ---- | ---- | ---- | ---- | ---- | ---- | ---- | ---- | ---- | ----- | ---- | ---- | ---- | ---- | ---- | ---- |
| Giro de Italia  | 85.º | Ab.  | 52.º | 68.º | 80.º | 63.º | 50.º | 56.º | 64.º | Ab.  | 98.º | 64.º | 48.º | 106.º | 71.º | 67.º | -    | Ab.  | -    | -    |
| Tour de Francia | -    | -    | Ab.  | 63.º | -    | -    | -    | -    | -    | -    | -    | -    | -    | -     | -    | -    | -    | -    | -    | -    |
| Vuelta a España | -    | -    | -    | -    | -    | -    | -    | -    | -    | -    | -    | -    | -    | -     | -    | -    | -    | -    | -    | -    |
| Mundial en Ruta | -    | -    | -    | -    | -    | 20º  | -    | Ab.  | 10º  | 9º   | -    | 28º  | 19º  | -     | -    | Ab.  | -    | -    | -    | -    |